# Tur (Tisza)
Pour les articles homonymes, voir Tur.
Le Tur (râul Tur ou Turul en roumain, Tur en ukrainien et Túr en hongrois) est une rivière qui prend sa source en Roumanie dans le nord-ouest du pays, en Transylvanie, dans le județ de Satu-Mare et se jette dans la Tisza au nord-est de la Hongrie, dans le comitat de Szabolcs-Szatmár-Bereg.

## Géographie
Le Tur naît de la confluence de la Gorovia et du Turișor (le « petit Tur ») dans les Monts Igniș, à environ 1 100 m d'altitude, coule vers le ouest-nord-ouest au sud des monts Oaș et se jette dans la Tisza à 109 m d'altitude depuis que son cours a été canalisé (116 m pour son ancien cours naturel).
Dans la plaine du Someș, il arrose la bourgade de Negrești, traverse la retenue de Călinești construite pour réguler son cours, sert de frontière entre la Roumanie et l'Ukraine sur 5,2 km puis de frontière entre la Hongrie et l'Ukraine sur 1,1 km avant de pénétrer sur le territoire hongrois dans la commune de Micula.
Il est ensuite divisé en deux, une partie de son cours étant canalisée et dirigée vers le nord-ouest. Ce canal se jette dans la Tisza en amont de la commune de Szatmárcseke. Le cours ancien, très méandreux et abritant de la biodiversité aquatique, se divise lui-même, un bras se jetant dans la Tisza à Nagyar, l'autre continuant son trajet vers l'ouest jusqu'à Jánd.
Il a un cours d'une longueur de 91 km : 65,8 km en Roumanie et 25,2 km en Hongrie, en longeant l'Ukraine sur sa rive droite sur une distance de 6,3 km.
Il traverse successivement les communes de Negrești-Oaș, Călinești-Oaș, Gherța Mică, Turulung, Halmeu et Micula dans le județ de Satu Mare en Roumanie.
En Hongrie, dans le comitat de Szabolcs-Szatmár-Bereg, il traverse les villages de Nagyhódos, Kishódos, Botpalád. Son cours naturel arrose Kölcse, Túristvándi et Nagyar pour le premier bras et Kömörő, Panyola et Jánd pour le second. Son cours canalisé traverse lui Sonkád et se jette dans la Tisza en amont de Szatmárcseke.

## Hydrographie
Le Tur est un affluent de la rive gauche de la Tisza, elle-même affluent du Danube.
Ses principaux affluents sont la Talna sur la rive gauche et le Turț sur la rive droite.